# Frédéric Sammaritano
Frédéric Sammaritano (ur. 23 marca 1986 w Vannes) – piłkarz francuski grający na pozycji napastnika. Mierzy 162 cm wzrostu. Obecnie gra w klubie Dijon FCO.

## Kariera klubowa
| Sezon   | Klub       | Kraj    | Rozgrywki | Mecze | Bramki | Rozgrywki Europy   | Mecze | Bramki |
| ------- | ---------- | ------- | --------- | ----- | ------ | ------------------ | ----- | ------ |
| 2006/07 | AS Yzeure  | Francja | National  | 32    | 8      | –                  | –     | –      |
| 2007/08 | Vannes OC  | Francja | National  | 38    | 10     | –                  | –     | –      |
| 2008/09 | Vannes OC  | Francja | Ligue 2   | 37    | 6      | –                  | –     | –      |
| 2009/10 | Vannes OC  | Francja | Ligue 2   | 32    | 3      | –                  | –     | –      |
| 2010/11 | Vannes OC  | Francja | Ligue 2   | 5     | 1      | –                  | –     | –      |
| 2010/11 | AJ Auxerre | Francja | Ligue 1   | 27    | 1      | Liga Mistrzów UEFA | 3     | 1      |
| 2011/12 | AC Ajaccio | Francja | Ligue 1   | 30    | 5      | –                  | –     | –      |
| 2012/13 | AC Ajaccio | Francja | Ligue 1   | 22    | 1      | –                  | –     | –      |
| 2013/14 | AJ Auxerre | Francja | Ligue 2   | 39    | 6      | –                  | –     | –      |
| 2014/15 | AJ Auxerre | Francja | Ligue 2   | 17    | 4      | –                  | –     | –      |
| 2015/16 | Dijon FCO  | Francja | Ligue 2   | 1     | 0      | –                  | –     | –      |

Stan na: 28 maja 2013 r.